# Ananteris columbiana
Espèce
Synonymes
- Ananteris hasshy Teruel & Roncallo, 2008

Ananteris columbiana est une espèce de scorpions de la famille des Ananteridae.

## Distribution
Cette espèce est endémique de Colombie. Elle se rencontre dans les départements de Magdalena, d'Atlántico, de Bolívar et de Córdoba.

## Description
Les mâles mesurent de 18 à 24 mm et les femelles de 21 à 29 mm.

## Systématique et taxinomie
Cette espèce a été décrite par Lourenço en 1991.
Ananteris hasshy a été placée en synonymie par en Botero-Trujillo et Flórez en 2011.

## Étymologie
Son nom d'espèce lui a été donné en référence au lieu de sa découverte, la Colombie.

## Publication originale
- Lourenço, 1991 : « Les scorpions de Colombie, II. Les faunes des régions de Santa Marta et de la Cordillère Orientale. Approche biogéographique. » Senckenbergiana Biologica, vol. 71, no 4/6, p. 275–288.